# کارلوس پرستس
کارلوس پرستس (انگلیسی: Tato؛ زادهٔ ۱۷ مارس ۱۹۶۱) بازیکن سابق فوتبال اهل برزیل است که در پست وینگر بازی می‌کرد.
وی همچنین در تیم ملی فوتبال برزیل بازی کرده‌است.